# Goliath Awaits
Goliath Awaits é um filme americano de ação , aventura e ficção científica de 1981, originalmente transmitido em duas partes em novembro de 1981 em várias estações como parte da programação sindicalizada da Operation Prime Time . Trata-se de um transatlântico RMS Goliath afundado por um submarino alemão em setembro de 1939 cujo naufrágio é descoberto em 1981, com mais de 300 sobreviventes e seus descendentes vivendo em uma bolha de ar dentro do navio.
Em 4 de setembro de 1939, o transatlântico britânico RMS Goliath, transportando 1.860 passageiros, é torpedeado por um submarino alemão e afunda em minutos durante uma travessia transatlântica de Southampton para os Estados Unidos três dias após o início da guerra. (Num incidente inspirado na tragédia do RMS Lusitania)  

## Enredo
Cientistas a bordo de um navio de pesquisa em 1981 descobrem os destroços do Goliath deitado a 1.000 pés (305 m) de água, e mergulhadores são enviados para investigar os destroços. O oceanógrafo Peter Cabot ( Mark Harmon ) ouve batidas sistemáticas e música vindo do navio e fica chocado ao ver o rosto de uma bela jovem ( Emma Samms ) dentro de uma vigia. Cabot e seus colegas descobrem 337 pessoas, sobreviventes e seus descendentes, vivendo em uma bolha de ar no naufrágio causada pelo afundamento lento da embarcação em águas relativamente rasas. Os moradores de Goliath, que inventaram algumas tecnologias para ajudá-los a sobreviver, algumas nem mesmo conhecidas do mundo moderno exterior, vivem em uma sociedade superficialmente utópica sob a liderança autocrática de John McKenzie ( Christopher Lee ), um oficial subalterno na época de o naufrágio é creditado por salvar um número considerável de passageiros e tripulantes. Os cientistas ficam surpresos ao descobrir que McKenzie e alguns dos residentes do navio não estão nem um pouco interessados em serem "resgatados" e que há párias e rebeldes que se opõem à liderança aparentemente benéfica de McKenzie, que também inclui disciplina brutal, contracepção obrigatória, eutanásia, e assassinato total disfarçado como uma doença misteriosa.
Para complicar as coisas, o Golias carregava alguns documentos confidenciais para o presidente Roosevelt . Uma equipe militar conjunta americana/britânica é enviada pelo almirante Wiley Sloan ( Eddie Albert ) para recuperar e destruir os documentos.

## Elenco
- Mark Harmon como Peter Cabot
- Christopher Lee como John McKenzie
- Eddie Albert como Almirante Wiley Sloan
- John Carradine como Ronald Bentley
- Alex Cord como Dr. Sam Marlowe
- Robert Forster como Comandante Jeff Selkirk
- Frank Gorshin como Dan Wesker
- Jean Marsh como Dra. Goldman
- John McIntire como o senador Oliver Bartholemew
- Jeanette Nolan como Sra. Bartolomeu
- Duncan Regehr como Paul Ryker
- Emma Samms como Lea McKenzie
- Kirk Cameron como Liam
- Lori Lethin como Maria
- John Ratzenberger como Bill Sweeney

## Produção
Os interiores do Goliath foram filmados principalmente em locações a bordo do RMS Queen Mary, na Califórnia.